# Boom Boom Pow
Boom Boom Pow – pierwszy singel amerykańskiej grupy muzycznej The Black Eyed Peas, pochodzący z jej piątego studyjnego albumu The E.N.D Łączy on w sobie gatunki electro-rapu, dance-popu, electro-hopu i hip-hopu. Piosenkę napisali: Will.i.am, Fergie, Taboo i Apl.de.ap. Jej albumowa wersja zawiera wstęp Welcome to the E.N.D. Ogólnoświatowe wydanie miało miejsce 30 marca 2009, natomiast 10 marca piosenkę wydano w Stanach Zjednoczonych, 8 maja w Niemczech, 15 maja w Australii, 25 maja w Wielkiej Brytanii, a 22 czerwca we Francji. Singel osiągnął pierwsze miejsce na listach przebojów Billboard Hot 100 i Global Track Chart i przebywał na nim niemal pół roku.
Piosenki użyto w promocji jednego z odcinków serialu Gotowe na wszystko, zatytułowanego Rose's Turn. Można ją usłyszeć także w napisach końcowych filmu G.I. Joe: Czas Kobry.
Teledysk, zrealizowany w nowatorskiej formie przedstawia wokalistów zespołu w dalekiej przyszłości, dokładniej w roku 3008. W wideoklipie można zobaczyć "szklaną twarz" znaną z okładki płyty The E.N.D.

## Promocyjny singel CD
1. "Boom Boom Pow" (Clean) — 4:12
2. "Boom Boom Pow" (Clean Acappella) — 3:58
3. "Boom Boom Pow" (Clean With Intro) — 3:49
4. "Boom Boom Pow" (Dirty) — 4:12
5. "Boom Boom Pow" (Dirty Acappella) — 3:58
6. "Boom Boom Pow" (Dirty With Intro) — 3:49
7. "Boom Boom Pow" (Instrumental) — 2:57

## UK singel CD
1. "Boom Boom Pow" (Radio Edit) - 3:38
2. "Boom Boom Wow" (D.J. will.i.am Megamix) - 4:12

## Boom Boom Pow - Megamix E.P.
1. "Let the Beat Rock" (Boys Noize Megamix featuring 50 Cent) — 3:29
2. "Let the Beat Rock" (Boys Noize Megamix featuring Gucci Mane) — 3:09
3. "Boom Boom Style" (Zuper Blahq Megamix featuring Kid Cudi) — 3:37
4. "Boom Boom Guetta" (Electro Hop Remix featuring David Guetta) — 4:01
5. "Boom Boom Wow" (D.J. will.i.am Megamix) — 4:12
6. "Boom Boom Boom" (D.J. Ammo/Poet Name Life Megamix) — 5:48